# El día de la bestia
El día de la bestia es una película española-italiana de comedia-terror de 1995, coescrita y dirigida por Álex de la Iglesia y con la actuación de Álex Angulo, Santiago Segura y Armando de Razza.
La película ganó un total de seis premios Goya, incluyendo el de Mejor director, y fue nominada en 14 categorías. Uno de los logros de la película fue conquistar tanto a la crítica como al público, empleando el género de la llamada «comedia satánica» para desarrollar una particular mezcla de una historia delirante con una visión apocalíptica del fin de milenio.

## Sinopsis
Ángel Berriatúa (Álex Angulo), sacerdote vasco del Santuario de Aránzazu, cree haber encontrado el mensaje secreto del Apocalipsis según San Juan Evangelista. Este mensaje consiste en que el Anticristo nacerá el 25 de diciembre de 1995 en Madrid, lugar donde ha empezado una ola de vandalismo y delincuencia.
Convencido de que debe impedir este nacimiento satánico, el cura se une a un aficionado al death metal, José María (Santiago Segura), para intentar por todos los medios encontrar el lugar de Madrid en el que tendrá lugar el evento. Pero no todo es tan fácil como parece, ya que le será muy difícil contactar con el Maligno.
Al poco tiempo el dúo contacta a un famoso presentador de un programa de ciencias ocultas, el profesor Cavan (Armando de Razza), convencidos de que este sabe invocar al Diablo. Tras el ritual de invocación, el Maligno se presenta en forma de macho cabrío pero no revela la información deseada por el grupo. El sacerdote, Cavan y José María siguen buscando por toda la ciudad alguna señal, topándose con un pastor sospechoso y un grupo extremista, xenófobo y violento que azota las calles con actos vandálicos, bajo el lema «Limpia Madrid». Finalmente el profesor Cavan descubre, a través de algunos signos publicados en su libro de ciencias ocultas, que la Puerta de Europa es el lugar donde nacerá el Anticristo.

## Reparto
- Álex Angulo, como el Padre Ángel Berriatúa.
- Santiago Segura, como José María.
- Armando de Razza, como Ennio Lombardi, «El Profesor Cavan».
- Terele Pávez, como Rosario, madre de José María.
- Nathalie Seseña, como Mina.
- Jaime Blanch, como el asesino del Nissan Patrol 1.
- David Pinilla, como el asesino del Nissan Patrol 2.
- Antonio Dechent, como el asesino del Nissan Patrol 3.
- Ignacio Carreño, como el asesino del Nissan Patrol 4.
- Maria Grazia Cucinotta, como Susanna
- Saturnino García, como el sacerdote anciano.
- El Gran Wyoming, como el nuevo «Profesor Cavan».
- Jimmy Barnatán, como el niño poseído Juan Carlos Cruz.
- Def con Dos, como el grupo «Satanica»
- Ray Pololo, como el abuelo nudista de José María.
- Gianni Ippoliti, como productor italiano.
- Lourdes Bartolomé, como madre del niño poseído.

## Cameos
- Enrique Villén como el encargado de los grandes almacenes que interroga al Padre Ángel.
- Bruto Pomeroy como el padre del niño poseído.
- Rosa Campillo como la locutora de televisión que anuncia la muerte del mendigo.
- Manuel Tallafé como el guardia que le pide autógrafos al «Profesor Cavan».
- Antonio de la Torre como el dependiente que avisa al encargado de los grandes almacenes.
- Juan y Medio como el policía que obliga a José María a mover el vehículo.
- Ramón Agirre como tipo del coche que llama a la grúa.

Algunos de los mencionados no son estrictamente cameos, ya que los intérpretes no habían llegado a la fama cuando se estrenó el filme, y para muchos fue su primer largometraje.

## Producción
Álex de la Iglesia quería producirla él mismo; tenía que conseguir 250 millones de pesetas, pero solo consiguió 60, por lo que abandonó la idea de producirla y la enviaron a distintas productoras, que desecharon la idea. Si bien lo aceptó Andrés Vicente Gómez.
El personaje de Ángel Berriatúa, según declaraciones a varios medios, está inspirado en un profesor universitario de Álex de la Iglesia que le influyó mucho personalmente.

### Controversia
En 1995, Álex de la Iglesia fue demandado junto al guionista Jorge Guerricaechevarría y la productora Iberoamericana Films por presunto plagio. Tomás Cuevas Arroyo, un joven autor, denunció ante los juzgados de primera instancia de Madrid que El día de la bestia era en realidad una transformación no autorizada de una obra suya, La luz, que nunca había sido publicada y que él mismo había remitido a la productora de Pedro Almodóvar, El Deseo, S.A., en junio de 1992, época en que producían Acción mutante, primera película de Álex de la Iglesia.

## Banda sonora
La música original de la película fue compuesta por Battista Lena, sin embargo ninguna de sus piezas fueron incluidas en la banda sonora. Según se puede leer en la portada, el disco es el «Primer recopilatorio de temas satánicos seleccionados por Álex de la Iglesia», y solamente dos de los temas que incluye pueden escucharse en la película: "El día de la bestia" de Def Con Dos (que de hecho es el tema principal) y "Apocalipsis 25D" de Ktulu.
El grupo Def Con Dos había participado en la banda sonora de Acción mutante. Extremoduro aportó una canción que fue incluida en su disco Agíla; esta versión contaba con la colaboración de Albert Pla. También se incluyó el tema "Feliz falsedad", de Soziedad Alkoholika, que hasta aquel momento solo había sido editado dentro de un maxisingle homónimo.
1. Def Con Dos: «El día de la bestia»
2. Ministry: «Just One Fix»
3. Headcrash: «Scapegoat»
4. Soziedad Alkoholica: «Feliz falsedad»
5. Ktulu: «Apocalipsis 25D».
6. Extremoduro con Albert Pla: «El día de la bestia»
7. Negu Gorriak: «Dios salve al lehendakari»
8. Eskorbuto: «Mucha policía, poca diversión»
9. The Pleasure Fuckers: «Socio de Satán»
10. Pantera: «By Demons Be Driven»
11. Sugar Ray: «Snug Harbor»
12. Sugar Ray: «Rhyme Stealer»
13. Parálisis Permanente: «Un día en Texas»
14. Siniestro Total: «Mi nombre es Legión»
15. Silmarils: «Love Your Mum»
16. Def Con Dos: «El día de la bestia» (remix)

## Localizaciones y rodaje
La película está ambientada y filmada en Madrid (aunque algunos edificios son reconstrucciones en estudio): Puerta de Europa, Edificio Carrión.

## Premios y candidaturas

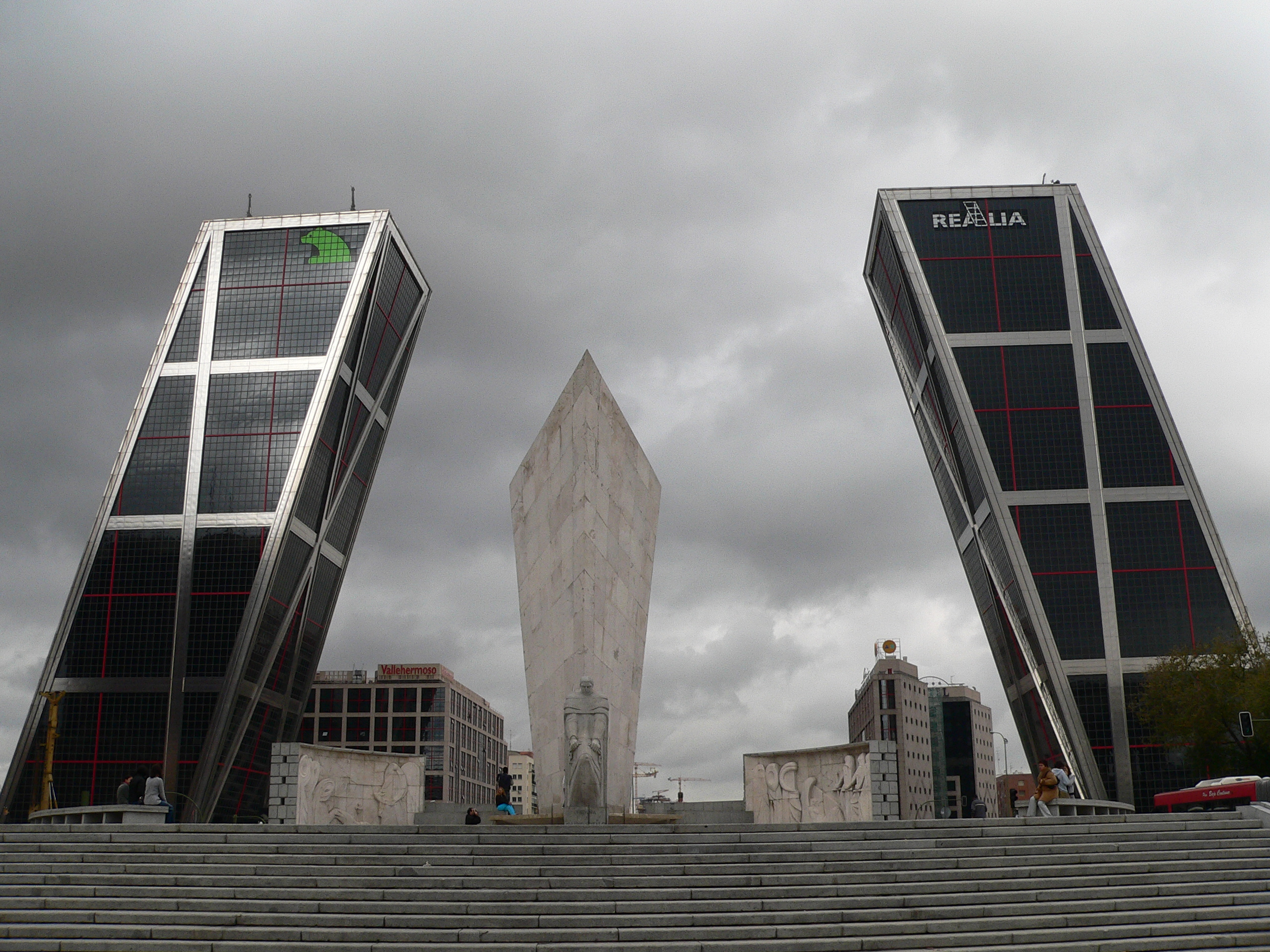
La Puerta de Europa, uno de los escenarios donde se desarrolla la historia.

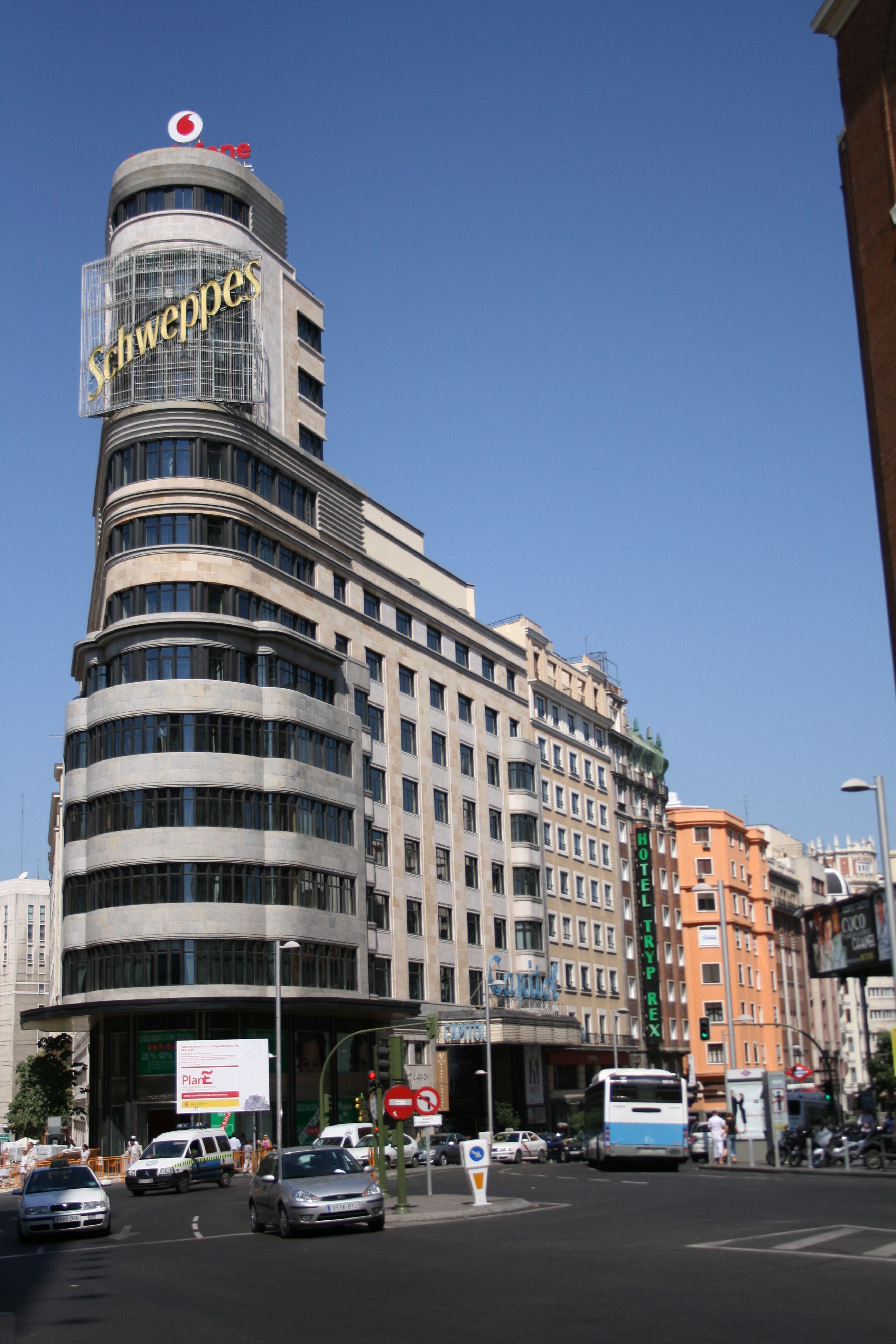
Edificio Carrión.

X edición de los Premios Goya
| Categoría                     | Persona                                                                    | Resultado  |
| ----------------------------- | -------------------------------------------------------------------------- | ---------- |
| Mejor película                | Mejor película                                                             | Candidata  |
| Mejor director                | Álex de la Iglesia                                                         | Ganador    |
| Mejor actor                   | Álex Angulo                                                                | Candidato  |
| Mejor actor revelación        | Santiago Segura                                                            | Ganador    |
| Mejor guion original          | Jorge Guerricaechevarría Álex de la Iglesia                                | Candidatos |
| Mejor música original         | Battista Lena                                                              | Candidato  |
| Mejor fotografía              | Flavio Martínez Labiano                                                    | Candidato  |
| Mejor montaje                 | Teresa Font                                                                | Candidata  |
| Mejor dirección artística     | José Luis Arrizabalaga Biaffra                                             | Ganadores  |
| Mejor dirección de producción | Carmen Martínez                                                            | Candidata  |
| Mejor diseño de vestuario     | Estíbaliz Markiegi                                                         | Candidata  |
| Mejor maquillaje y peluquería | José Quetglas José Antonio Sánchez                                         | Ganadores  |
| Mejor sonido                  | Miguel Rejas Gilles Ortion José Antonio Bermúdez Carlos Garrido Ray Gillon | Ganadores  |
| Mejores efectos especiales    | Reyes Abades Juan Tominic Manuel Horrillo                                  | Ganadores  |

Medallas del Círculo de Escritores Cinematográficos de 1995
| Categoría      | Persona            | Resultado |
| -------------- | ------------------ | --------- |
| Mejor director | Álex de la Iglesia | Ganador   |
| Mejor montaje  | Teresa Font        | Ganadora  |

- Gran premio del jurado en el Fantastic'Arts de 1996.[12]
- Premio Melies d'Or de Bruselas.[12]
- Premio al Mejor Film Fantástico Europeo del Festival Internacional de Bruselas.[12]